# Inseparable (película de 2011)
Inseparable (título original: Xing ying bu li) es una película china de drama y misterio de 2011, dirigida y escrita por Dayyan Eng, los protagonistas son Kevin Spacey, Daniel Wu y Gong Beibi, entre otros. El filme fue producido por Colordance Pictures, Fantawild Pictures y Trigger Street Productions; se estrenó el 8 de octubre de 2011.

## Sinopsis
Li, un joven conflictivo, lidia con la presión en su trabajo y con problemas en su hogar con su malhumorada mujer. Chuck saca a Li de su difícil situación y se transforma en el mentor que nadie esperaba.